# Puchar Polski w piłce siatkowej kobiet (1998/1999)
Puchar Polski w piłce siatkowej kobiet 1998/1999 – 42. sezon rozgrywek o siatkarski Puchar Polski, rozgrywany od 1932 roku.

## Klasyfikacja końcowa
| Miejsce | Drużyna                     |
| ------- | --------------------------- |
| 1.      | Augusto Kalisz              |
| 2.      | Melnox Autopart Lobo Mielec |
| 3.      | Nike BOŚ Węgrów             |
| 4.      | PTPS Nafta Gaz Piła         |